# Болница Лаенек у Паризу
Болница Лаенек у Паризу је бивша париска болница у 7. арондисману, лоцирана на броју 40 у улици де Севрес, која је 2000. године пресељене у европску болницу Жорж Помпиду. Име је добила по Рене-Теофил-Ијасент Лаенеку (франц. Rene-Theophile-Hyacinthe Laënnec (1781 — 1826), по француском лекару, изумитељу стетоскопа (слушалица), који је увео нову методу у физикалном прегледу болесника, индиректну аускултацију.

## Положај
Болница Лаенек  се налази у 7. арондисману Париза, омеђена улицама 40-42 rue de Sèvres, 65-79 rue Vaneau и 4 impasse Oudinot

## Историја
Зачета у знаку хришћанства на простору западног дела бивше римске царевине, хришћанска црква са седиштем у Риму, изложила је свом духовном утицају целокупан западноевропски свет, дајући новоизграђеној култури пуно хришћанско обележје. На друштвени живот средњег века хришћанска црква све више утицала својим догмама, која су се значајно испољила и у монашкој медицини, која је без обира на све негативне утицаје била једини трачак светлости у овом раздобљу. Развој „монашке (самостанске) медицине“, у којој се посебно истичу Свети Бенедикт (480–543), у Монте Касину (Monte Cassinou) и Касиодор Сенатор (Магно Флавије Аурелије Касиодор, између 485 и 487 — 565) дало је значајан подстицај монахсима да изучавају медицину и баве се лечењем и првим облицима палијативне неге.
У таквим условима зачета је и блница Лаенек, која је првобитно у средњем веку била  хоспицијум (свратиште, коначиште са спаваоницама)  за смештај ходочасника, а нешто касније и  прихватилиште за неизлечиве болеснике.
Болница је основана 1637. године, захваљујући донацијама Joulet de Chatillon-а и кардинала  La Rochefoucauld (краљевог великог капелана), као хоспициј за пријем превише старих или превише сиромашних болесника који нису могли да буду примљени на неко друго место у Паризу. 
Године 1658. болница је већ имала 108 кревета, чији број је непрестано растао да би 1788. године достигао бројку од 370 кревета. 
У меморијалном делу болнице се налазе гробови  кардинала La Rochefoucauld-а и неколико чланова породице Турго, у којој је  Жак Турго био министар Луја XVI.
У својим Мемоарима о париским болницама, Jacques Tenon, 1788. године,  је овако описоа хоспиција за неизлечиве: „то су две зграде поређане у крст, одвојене капелом, једна за мушкарце, а друга за жене". 
Француска Револуција 1789. године изазваће велике преокрете у болницама Париза па су тако у њој од 1801.  смештане  само  жене. 
Године 1878. године болница је преименован је у болницу Лаенек, у част великана француске медицине Рене-Теофил-Ијасент Лаенека  изумитеља стетоскопа (слушалица), који је увео нову методу у физикалном прегледу болесника, индиректну аускултацију и тиме усавршио дијагностику.
Током 1990-их,  Assistance publique - Hôpitaux de Paris (AP-HP)  желећи да прилагоди болницу условима праксе савремене медицине, одлучио је да прода неколико својих париских локација, укључујући и болницу Лаеннек, за финансирање изградње европске болнице Жорж Помпиду, у којој би биле груписане разне службе.
Болничке службе и лабораторије заувек ће напустити ову локацију у децембру 2000. преласком у европске болнице Жорж Помпиду,
Оријентисана углавном на лечење туберкулоза, болница Лаенек је била водеће место у Паризу у коме се спроводе бројне студије из области плућне патологије, које су допринеле тренутном терапијском и превентивном напретку.

## Епилог
Након пресељења болнице у нову зграду 2000. године њени објекти су продати инвеститорима који су на овој локацији површине 4 хектара извршили конверзију земљишта и објеката у:
- 197 станова
- 80 објеката за социјално становање
- 50 студентских соба
- 17.200 м² канцеларија
- 4.500 м² локала
- 1 пребивалиште за старије особе

Комплекс ћини 12 зграда од по 7 спратова, окружених са 14.000 квадратних метара зелених површина, укључујући јавне и унутрашње баште, подземна паркиралишта и вртове.
- Некадашња болница Лаенек након реновирања (2000-2012)
- Капела старе болнице
- Звонара капеле
- Старе зграде након обнове
- Фасада након реновирања
- Улаз и двориште
- Врт
- Реновирани павиљон